# Eutrichota parkeri
Eutrichota parkeri este o specie de muște din genul Eutrichota, familia Anthomyiidae. A fost descrisă pentru prima dată de Malloch în anul 1918. Conform Catalogue of Life specia Eutrichota parkeri nu are subspecii cunoscute.